# Antrenas
Antrenas är en kommun i departementet Lozère i regionen Occitanien i södra Frankrike. Kommunen ligger i kantonen Marvejols som tillhör arrondissementet Mende. År 2022 hade Antrenas 330 invånare.

## Befolkningsutveckling
Antalet invånare i kommunen Antrenas
| Referens: INSEE |